# Paula Echevarría
Paula Echevarría Colodrón (Candás, Carreño, Asturias, 7 de agosto de 1977) es una actriz y modelo española.

## Biografía
En el 2000 inició su andadura en la pequeña pantalla apareciendo en series como Al salir de clase, Policías o Compañeros, y fue también una de las reporteras del programa Emisión Imposible, emitido durante el verano en Telecinco.
En 2002 interpretó un personaje en la obra de teatro Diez negritos (basada en la novela policíaca de Agatha Christie), con la que recorrió toda la geografía española a lo largo de 365 representaciones. Ese mismo año debutó en el cine con un pequeño papel en la comedia protagonizada por Elsa Pataky, Peor imposible, ¿qué puede fallar?. También apareció en la película biográfica Machín, toda una vida.
En 2003 fue una de las protagonistas de London Street (Antena 3) y apareció en la película Carmen de Vicente Aranda.
En 2004 participó en el filme El chocolate del loro de Ernesto Martín y se incorporó al reparto fijo de la serie policíaca de Telecinco, El Comisario hasta finales de 2007.
En 2005 apareció en la película documental Las locuras de Don Quijote y protagonizó el cortometraje de suspense La dama blanca junto a Miguel Ángel Muñoz, Irene Visedo y Pablo Rivero. Un año más tarde tuvo un papel principal en el thriller Rojo intenso de Javier Elorrieta.
En 2007 protagonizó junto a Álex González el drama Luz de domingo de José Luis Garci rodado en Asturias. La película obtuvo cinco nominaciones a los Premios Goya de la Academia de Cine de España y fue seleccionada por esta Academia como una de las tres candidatas españolas a optar a la nominación al Oscar.
En 2008 volvió a trabajar a las órdenes de José Luis Garci protagonizando Sangre de mayo, película que conmemoraba el bicentenario del levantamiento madrileño del Dos de mayo. Obtuvo siete nominaciones a los Premios Goya y fue también una de las tres candidatas por España al Oscar.
Entre los años 2010 y 2013 fue una de las protagonistas de Gran Reserva, serie de TVE rodada y ambientada en la campiña riojana. En ella coincidió con Ángela Molina y Emilio Gutiérrez Caba.
De 2010 a 2020 tuvo un blog diario enmarcado dentro de la web de la revista Elle, llamado Tras la pista de Paula, en el que contaba algunos de los últimos acontecimientos de su vida, y que propició su incursión en el mundo de la moda y la belleza. Debido a su presencia en Internet, diversos medios de comunicación comenzaron a referirse a Paula como una it-girl, distinción con la que ella no se identifica. A raíz de ello, su nombre empezó a sonar en el mundo de la moda. Es una de las españolas más seguidas en la red social Instagram En 2012 fue la personalidad nacional cuyas búsquedas experimentaron mayor crecimiento en Google en España. En 2015 fue por dos años consecutivos la celebridad más buscada en Bing, el buscador de Microsoft en España. Desde entonces ha acaparado numerosas portadas de revistas de moda como Elle o Cosmopolitan, entre otras, y es embajadora de varios productos de belleza, como Decléor o Pantene.
En 2012 estrenó el thriller de terror psicológico Vulnerables del director Miguel Cruz.
Posteriormente, de 2014 a 2016 protagonizó la serie de Antena 3 Velvet, junto a Miguel Ángel Silvestre, Aitana Sánchez Gijón, Marta Hazas, José Sacristán y Amaia Salamanca; emitida también en canales de televisión y plataformas VOD de otros países.
En 2017 rodó la película Ola de crímenes junto a Juana Acosta o Maribel Verdú. Fue estrenada el 5 de octubre de 2018.
En 2018 participó en el primer programa de Volverte a ver, y anuncia que ha firmado un contrato de tres años con Telecinco. Poco después, interpretó a la Sargento Primero Martina Ibáñez en la segunda entrega de la miniserie Los nuestros.
En 2019 rodó el capítulo final de la secuela Velvet Colección junto a Miguel Ángel Silvestre, ambos protagonistas de Velvet y estrenó en un papel secundario el filme Si yo fuera rico.
En 2022 Mediaset España anuncia su fichaje como jurado para la octava edición de Got Talent España junto a Edurne, Risto Mejide y Dani Martínez.
El 14 de septiembre de 2024 debuta desfilando sobre una pasarela en la Mercedes-Benz Fashion Week Madrid para Michael Costello. Su relación con Paula comenzó a partir de la fascinación de este diseñador estadounidense por su serie Velvet,  ambientada en unas galerías de moda, y que además, le llevó a instalarse en España. 

## Vida personal

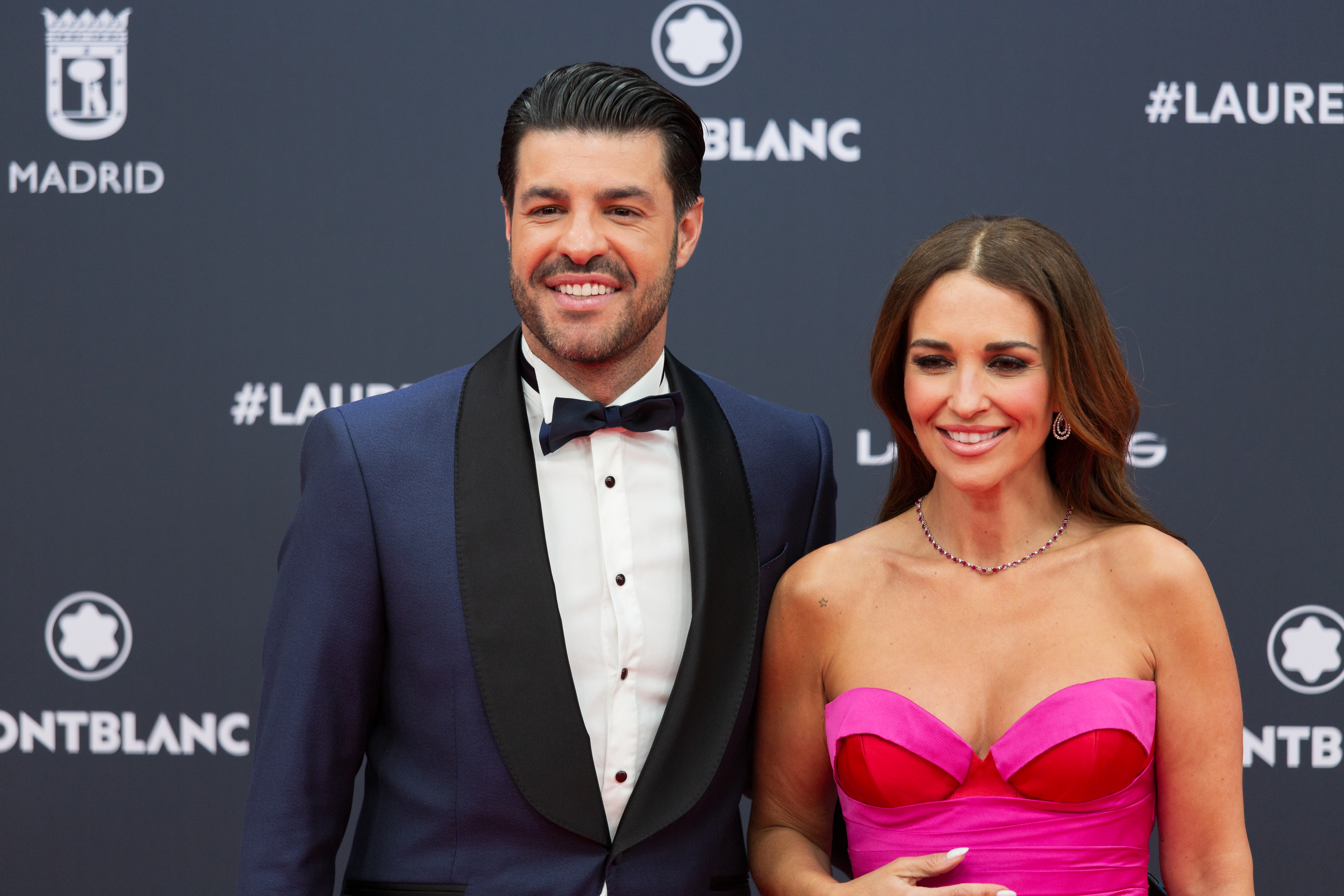
Paula Echevarría y Miguel Torres.

El 22 de julio de 2006 contrajo matrimonio con el cantante David Bustamante en la Basílica de Santa María la Real de Covadonga, en Asturias. El 17 de agosto de 2008 fueron padres de una niña llamada Daniela, nacida en Madrid. En marzo de 2018 se divorciaron después de doce años de matrimonio.
En 2018 se confirmó su relación con Miguel Torres, futbolista del Málaga, y el 11 de abril de 2021 nació su hijo Miguel.

## Filmografía

### Cine
| Año  | Película                           | Director                | Personaje  |
| ---- | ---------------------------------- | ----------------------- | ---------- |
| 2002 | Peor imposible, ¿qué puede fallar? | José Semprún            | Chica #2   |
| 2002 | Machín, toda una vida              | Nuria Villazán          | -          |
| 2003 | Carmen                             | Vicente Aranda          | Marisol    |
| 2004 | El chocolate del loro              | Ernesto Martín          | Patricia   |
| 2005 | Las locuras de Don Quijote         | Rafael Alcázar          | Altisidora |
| 2005 | La dama blanca (corto)             | Nacho Carballo          | -          |
| 2006 | Rojo intenso                       | Javier Elorrieta        | Ana        |
| 2007 | Luz de domingo                     | José Luis Garci         | Estrella   |
| 2008 | Sangre de mayo                     | José Luis Garci         | Inés       |
| 2011 | El bizcocho (corto)                | Lola Guerrero           | Vecina     |
| 2012 | Vulnerables                        | Miguel Cruz             | Carla      |
| 2018 | Ola de crímenes                    | Gracia Querejeta        | Vanesa     |
| 2019 | Si yo fuera rico                   | Álvaro Fernández Armero | Lorena     |

### Series de televisión
| Año       | Serie                               | Personaje                | Notas        |
| --------- | ----------------------------------- | ------------------------ | ------------ |
| 2000      | 7 vidas                             | Rocío                    | 1 episodio   |
| 2000      | Compañeros                          | Paula                    | 1 episodio   |
| 2001      | Mi teniente                         | Paula                    | 1 episodio   |
| 2001      | Policías, en el corazón de la calle | Eva                      | 1 episodio   |
| 2001      | Al salir de clase                   | Berta                    | 4 episodios  |
| 2003      | London Street                       | Nuria                    | 13 episodios |
| 2003      | Código fuego                        | Nuria                    | 1 episodio   |
| 2004-2007 | El comisario                        | Subinspectora Clara Osma | 48 episodios |
| 2010-2013 | Gran Reserva                        | Lucía Reverte            | 42 episodios |
| 2014-2016 | Velvet                              | Ana Rivera López         | 54 episodios |
| 2017-2019 | Velvet Colección                    | Ana Rivera López         | 4 episodios  |
| 2019      | Los nuestros 2                      | Martina Ibáñez           | 3 episodios  |

### Programas de televisión
| Año             | Programa              | Canal       | Función                       |
| --------------- | --------------------- | ----------- | ----------------------------- |
| 2000            | Emisión imposible     | Telecinco   | Presentadora / Reportera      |
| 2009            | Saturday Night Live   | Cuatro      | Detective                     |
| 2015            | Gala 25 años          | Antena 3    | Presentadora fragmento        |
| 2021            | Planeta Calleja       | Cuatro      | Invitada                      |
| 2022            | True Story            | Prime Video | Participante                  |
| 2022 - presente | Got Talent España     | Telecinco   | Jurado                        |
| 2023            | Got Talent: All Stars | Telecinco   | Jurado                        |
| 2023            | Mask Singer España    | Antena 3    | Concursante con Miguel Torres |
| 2023            | Cuentos chinos        | Telecinco   | Invitada                      |

### Teatro
| Año  | Obra          | Personaje       | Notas                                         |
| ---- | ------------- | --------------- | --------------------------------------------- |
| 2002 | Diez negritos | Vera Claythorne | Un año de gira por toda la geografía española |
| 2003 | José          | Musa            | Musical en Candás (Asturias)                  |

### Videoclips
| Año  | Videoclip           | Artista          |
| ---- | ------------------- | ---------------- |
| 2010 | "A contracorriente" | David Bustamante |
| 2019 | "Sería más fácil"   | Carlos Rivera    |

## Premios y nominaciones

### Galardones
- Premios Iris

| Año  | Categoría    | Trabajo      | Resultado |
| ---- | ------------ | ------------ | --------- |
| 2010 | Mejor actriz | Gran reserva | Nominada  |

- Premios Fotogramas de Plata

| Año  | Categoría                  | Trabajo | Resultado |
| ---- | -------------------------- | ------- | --------- |
| 2016 | Mejor actriz de televisión | Velvet  | Ganadora  |

- Premios Zapping

| Año  | Categoría    | Trabajo      | Resultado |
| ---- | ------------ | ------------ | --------- |
| 2010 | Mejor actriz | Gran reserva | Nominada  |

- Premios MIM Series

| Año  | Categoría                         | Trabajo | Resultado |
| ---- | --------------------------------- | ------- | --------- |
| 2014 | Mejor actriz protagonista - Drama | Velvet  | Nominada  |
| 2015 | Mejor actriz protagonista - Drama | Velvet  | Nominada  |
| 2016 | Mejor actriz protagonista - Drama | Velvet  | Nominada  |

- Neox Fan Awards

| Año  | Categoría                                        | Trabajo     | Resultado |
| ---- | ------------------------------------------------ | ----------- | --------- |
| 2012 | Mejor cuerpazo                                   | -           | Nominada  |
| 2013 | Mejor actriz de cine                             | Vulnerables | Nominada  |
| 2013 | Mejor cuerpazo                                   | -           | Nominada  |
| 2013 | Mejor pareja (junto a David Bustamante)          | -           | Nominados |
| 2014 | Mejor actriz de televisión                       | Velvet      | Nominada  |
| 2014 | Mejor selfie (junto a David Bustamante)          | -           | Nominados |
| 2014 | Mejor beso (junto a Miguel Ángel Silvestre)      | Velvet      | Nominados |
| 2015 | Mejor actriz de televisión                       | Velvet      | Ganadora  |
| 2015 | Momento OMG (junto a Miguel Ángel Silvestre)     | Velvet      | Nominados |
| 2015 | El que parte Internet (junto a David Bustamante) | -           | Nominados |

### Otros premios
- 2007 - Premio revista Glamour a la mejor actriz por "Luz de domingo".[15]
- 2008 - Premio revista Cosmopolitan Fun Fearless Female a la mejor actriz de cine por "Sangre de mayo".[16]
- 2011 - Premio revista Cosmopolitan Pétalo Televisión a la mujer del año.
- 2014 - Premio revista ELLE a la Mujer Elle en los Elle Style Awards.
- 2014 - Premio revista Mujer Hoy (Vocento) a la mujer del año.
- 2014 - Medalla de Oro de Turismo de la Unión Hotelera de Asturias por su defensa desinteresada del turismo en la región.[17]
- 2015 - Premio revista Cosmopolitan a la mejor actriz de televisión por "Velvet".